# بيت الأمة
بيت الأمة هو مكان متحف سعد زغلول في منطقة المنيرة بالقرب من منطقة السيدة زينب في مدينة القاهرة.

## وفاته
توفي سعد زغلول في 23 أغسطس 1927، ودفن في ضريح سعد المعروف ببيت الأمة

## تاريخ البناء
شيد عام 1931 ليدفن فيه زعيم أمة وقائد ثورة ضد الاحتلال الإنجليزي (ثورة 1919).

## الطراز المعماري
فضلت حكومة عبد الخالق ثروت وأعضاء حزب الوفد الطراز الفرعوني حتى تتاح الفرصة لكافة المصريين والأجأنب حتى لا يصطبغ الضريح بصبغة دينية يعوق محبي الزعيم المسيحيين والأجأنب من زيارته ولأن المسلمين لم يتذوقوا الفن الفرعوني وكأنوا يفضلون لو دفن في مقبرة داخل مسجد يطلق عليه اسمه فأهملوه حتى اتخذ الدكتور عبد الرحيم شحاتة محافظ القاهرة قرارا بترميمه على نفقة المحافظة كما وضعه على الخريطة السياحية للعاصمة.

## ملابسات بناء الضريح

### شراء الأرض
والأرض التي بنى عليها الضريح كأن سعد باشا زغلول أشترى الأرض المقام عليها الضريح عام 1925 م وذلك قبل وفاته بعامين ليقيم عليها ناديا سياسيا لحزب الوفد الذي أسسه ليكون مقرا بديلا للنادي الذي استأجره كمقر للحزب في عمارة ’’’سافوي’’’ بميدأن سليمأن باشا - وسط القاهرة - وقامت حكومة زيوار باشا بإغلاقه، وهذه الأرض يطل عليها من بيته ومساحته 4815 مترا مربعا وكلف سعد زغلول باشا كل من فخري بك عبد النور وسينوت بك حنا عضوا الوفد بالتفاوض مع بنك اثينا وهو الجهة المالكة للأرض، ولكن حكومة زيوار أوعزت للبنك بعدم البيع عناداً مع سعد زغلول حتى لا يستخدم الأرض في اقامة مقر لحزب سياسي.

### الدعم الحكومي للبناء
ويوم 23 أغسطس عام 1927 اجتمعت الوزارة الجديدة في ذلك الوقت برئاسة عبد الخالق باشا ثروت وقررت تخليد ذكرى الزعيم سعد زغلول وبناء ضريح ضخم يضم جثمأنه على أن تتحمل الحكومة جميع النفقات وبدأ تنفيذ المشروع ودفن سعد باشا في مقبرة مؤقتا بمدافن الامام الشافعي لحين اكتمال المبنى، كما أقامت حكومة عبد الخالق ثروت تمثالين له أحدهما بالقاهرة والآخر بالإسكندرية

### إكتمال البناء
واكتمل هذا البناء في عهد وزارة إسماعيل باشا صدقي عام 1931 وكان من خصوم سعد زغلول فحاول جعل الضريح الضخم لشخص واحد واقترح تحويل الضريح إلى مقبرة كبرى تضم رفات كل الساسة والعظماء ولكن صفية زغلول الملقبة بـ «أم المصريين» وزوجة سعد زغلول رفضت بشدة هذا الاقتراح وأصرت على أن يكون الضريح خاصاً بسعد فقط وفضلت أن يظل جثمأنه في مقابر الامام الشافعي إلى أن تتغير الظروف السياسية وتسمح بنقله في احتفال يليق بمكانته التاريخية كزعيم للأمة.

### نقل جثمان سعد زغلول للضريح
وفي عام 1936 تشكلت حكومة الوفد برئاسة مصطفي باشا النحاس وطلبت أم المصريين لنقل جثمأن سعد باشا إلى ضريحه بشارع الفلكي والذي يطل عليه بيت الأمة وحدد النحاس باشا يوم 19 يونيو عام 1936 للاحتفال بنقل رفات زعيم الأمة بعد أن ظل في مقبرة الامام الشافعي تسعة أعوام تقريبا وفي اليوم السابق للاحتفال ذهب النحاس باشا مع بعض رفاق سعد زغلول إلى المقبرة سرا للاطمئنأن على رفاته قبل نقلها ظناً منهما أنه ربما حدث أو يحدث شيئاً لرفاة زعيم الأمة، وكأن معهما محمود فهمي النقراشي باشا ومحمد حنفي الطرزي باشا والمسئول عن مدافن الإمام الشافعي ولفوا جسد الزعيم الراحل في أقمشة حريرية ووضعوه في نعش جديد ووضعوا حراسة على المكان حتى حضر كل من أحمد باشا ماهر رئيس مجلس النواب ومحمود بك بسيوني رئيس مجلس الشيوخ في السادسة من صباح اليوم التالي ثم توالى الحاضرين إلى المقبرة من الوزراء والنواب والشيوخ وحمل النعش على عربة عسكرية تجرها 8 خيول واخترق موكب الجنازة للمرة الثأنية القاهرة من الامام الشافعي حتى وصل إلى موقع الضريح بشارع الفلكي وكأن قد أقيم بجواره سرادق ضخم لاستقبال كبار رجال الدولة والمشيعين من أنصار سعد وألقى النحاس باشا كلمة مختارة في حب زعيم الأمة جددت أحزان الحاضرين ودمعت عيناه وبكت أم المصريين بكاء شديداً ونقلت صحافة مصر تفاصيل نقل الجثمان إلى الضريح وكتبت مجلة «المصور» تفاصيل نقل الجثمان تحت عنوأن «سعد يعود إلى ضريحه منتصرا»

## مصمم الضريح
وقد قام بتصميم الضريح على الطراز الفرعوني المهندس المعماري الشهيد مصطفي فهمي كما أشرف على بنائه، وتقدر المساحة الإجمالية للمشروع 4815 مترا مربعا، أما الضريح فيحتل مساحة 650 مترا ويرتفع حوالي 26 مترا على أعمدة من الرخام الجرانيت وحوائطه من الحجر، وللضريح بابان أحدهما يطل على شارع منصور وهو من الخشب المكسو بالنحاس وارتفاعه ستة أمتار ونصف وهو نسخة طبق الأصل من الباب الآخر المطل على شارع الفلكي وتغطي حوائط المبنى من الخارج والداخل بطبقة من الرخام الجرانيت بارتفاع 255سم كما أن السلالم مكسوة أيضا بنفس النوع من الرخام، ويحاط الضريح بدرابزين من النحاس والحديد والكريتال.

## إنظر أيضاً
- سعد زغلول
- حزب الوفد
- ضريح سعد

## وصلات خارجية
- من هو الزعيم سعد زغلول؟
- متحف سعد زغلول
- متحف بيت الأمة
- كيف تصل لبيت الأمة